# 127936 Maia
127936 Maia este o planetă minoră (asteroid) din centura de asteroizi. A fost descoperită pe 23 aprilie 2003 la  de . 
Obiectul prezintă o orbită caracterizată de o semiaxă mare de 2,4345472484635 UAi, o excentricitate de 0,076452279379252, o înclinație de 7,3704389614889 ° în raport cu ecliptica.